# 기분좌령하인
기분좌령하인(旗分佐領下人, 만주어 : ᡤᡡᠰᠠ ᠨᡳᡵᡠᡳ ᡥᠠᡵᠠᠩᡤᠠ, 묄렌도로프 : gūsa nirui harangga，청나라：gvsa nirui harangga)는 외좌령 하의 사람 혹은 외팔기(外八旗) 기인이고, 내좌령이나 내팔기 조직에 속하는 포의인을 상대하는 것이 일반적인 기인이라고 한다. 이들은 외팔기 즉, 만주 · 몽골 · 한군의 24기 중 기분좌령에 소속돼 있으며, 주로 조정에서 일괄적으로 호출되었다. 모두 정가(正家)이기 때문에 항상 정신기인으로 가리킨다. 기분좌령하인은 팔기제도의 주체로써, 후금과 청나라의 군사, 정치에 매우 중요한 역할을 했다.

## 개요
기분좌령하인은 청(淸)이 입관(入關)하기 전의 속인이나 자유민계층에서 유래했다. 초기에는 사속의 성격이 비교적 강했는데, 특히 아직 기분(旗分)과 포의(booi, 包衣)로 구분하지 않았고, 한동안 각 속인의 신분은 뚜렷하지 않았다. 팔기제가 창설된 후, 각 속인들은 칸을 포함 각 기주 아래에 분속되었다. 각 기주와 군신의 구분이 생겼고, 기주로부터 각종 차역을 받았다. 그러나 청태종(淸太宗) 홍타이지(Hong Taiji, 皇太極)가 즉위한 이후, 팔기와 같이 정치하는 양상이 해체되는 변화를 맞이했다. 순치 말년에 황제는 3기를 맡았고, 기분좌령하인도 거느리기 시작했다. 이때 상삼기(上三旗)와 하오기(下五旗)로 구분하게 되었다. 옹정 연간에는 하오기의 기분좌령하인도 자신의 실질적 통제에 넣었고, 기주 · 관주왕공과 하오기를 봉하는 황자의 기분좌령하인을 제한해, 명목상 5기공관리의 기분좌령을 사실상 각 기가 모두 맡아 관리하게 되면서, 기주와 왕공의 사적 성격이 약화되어 국기기용 통합이 이루어졌다.
상삼기와 같이 하오기 기분좌령하인은 갑병(甲兵) · 과거입사(科擧入士) · 보관(補官) · 법률적 지위 · 각종 경제적 대우에서 거의 같았지만 황제와 종실 왕공(王公)의 명분이 달라 명예의 위아래가 있었다. 비록, 입관 후 팔기의 중앙집권으로 5기왕공의 본기좌령에 대한 행정권과 경제통제권은 점차 사라졌지만, 하5기왕공의 본기좌령영속관계는 여전히 오랫동안 남아 있어, 하5기 왕공의 침입과 제한을 피하기 어려웠다. 또한, 상삼기는 황제의 직속으로 청나라 전기에는 별도의 하사품이나 연회석을제공받는 경우가 많았기 때문에, 상삼기는 하오기와 법적으로는 같은 대우를 받았지만, 실질적인 차이는 여전했다.
기분좌령하인은 팔기제도의 중진이자, 일방 기병에서 세가 귀족의 주요 원천으로, 이들은 후금과 청나라 군사 · 정치 방면에 있어서 매우 중요한 역할을 했다.

## 같이 보기
- 팔기제